# 堀綱四郎
堀 綱四郎（ほり つなしろう、1894年（明治27年）1月1日 - 詳細不詳 ）は、日本の政治家である。古河鉱業の足尾銅山に勤め、社会運動を行い、愛国団体に所属した後、栃木県会議員に当選し政治家となる。その後、栃木県上都賀郡足尾町長（現：日光市）を3期務めた。大分県大分市出身。

## 経歴

### 生い立ち
1894年（明治27年）大分県大分市の士族である堀潜造の次男として出生する。その後、家族で岡山県へ移住し、旧制岡山県立高梁中学（現：岡山県立高梁高等学校）へ入学。1911年（明治44年）に同校を卒業し、1913年（大正2年）旧制第六高等学校へ進学する。しかし、1年で同校を退学し帝国大学への進学をやめ、1914年（大正3年）私立の明治大学予科へ進学し、翌年、明治大学法学部へ入学する。この後、同大学を1918年（大正7年）24歳で卒業する。

### 大学卒業後
大学卒業後、足尾銅山に就職し、会社組合組織である足尾銅山鉱職夫組合総連合会に属した。その後、日本国内で国粋運動が高まると、愛国団体へ所属し、社会運動に身を投じる。1931年（昭和6年）37歳のときに、古河鉱業の支援を受けて、栃木県会議員選挙に上都賀郡選挙区から出馬する。
この上都賀郡選挙区は有権者数27,075人で、有効投票数24,011票であり、当選5枠に7人が出馬。堀は4,361票を得て2位で当選する。この1931年9月の選挙では、栃木県全体でも4番目の得票数で当選し、その後の足尾町長への流れに繋がっていく。この後、県会議員を辞職し、足尾町長となる。
この時代の足尾町は、栃木県内でも人口の多い自治体としてしられ、足尾銅山の全盛時である1916年（大正5年）には、栃木県において県庁所在地の宇都宮市に次ぐ38,428人の人口を有していた。しかし、鉱山の合理化や電動化が進むにつれて、鉱夫が減少し、1937年（昭和13年）には、人口が2万5千人程度にまで減少していた。
堀は、足尾町の衰退を抑え町を発展させようとしたが、銅の産出が減少するに従い町は緩やかに衰退していく。その後も第二次世界大戦後まで堀が町長を務めるが、既に10年以上町政を仕切ってきていた堀は具体的な対策が出来ないまま、人口の流出が相次ぎ、町民からは、戦前からの堀の古い思想が町政を駄目にしており、権力が強権的であるとして堀の本名をもじり『法律なし郎』と呼ばれた。
町民から町長辞職運動が発生し、その圧力を受けて堀は、3期目の途中である1946年（昭和21年）2月に町長を辞職する。その堀に追い打ちを掛けるように、1949年（昭和24年）55歳のとき公職追放処分を受ける。その後は、静岡県に移住し、天神原開拓農事実行組合代表を務めている。
その後、1970年（昭和45年）まで活動が確認されている。